# LSWR 46 class
LSWR 46 Class — тип пассажирского танк-паровоза с осевой формулой 2-2-0, созданный в 1879 году Уильямом Адамсом для Лондонской и Юго-Западной железной дороги.
Это первый тип паровозов, разработанный Адамсом в связи с тем, что на дороге потребовалось пополнить парк локомотивов 0298 class Битти-страшего 12-ю единицами. Паровозы были предназначены для вождения лёгких пригородных поездов в окрестностях Лондона и на южном побережье. 46 class был вторым и последним 2-2-0-танк типом паровозов на LSWR и первым специально разработанным для пригородных поездов (318 class построены в 1875 году для главных линий к западу от Эксетера). Паровозы 46 class и после укрупнения железных дорог работали на местных линиях Southern Railway, но до монополизации не дожили, на British Railways не работали, и ни одного экземпляра не сохранилось.

## История
46 Class разработан в ответ на новые требования LSWR к современным, более надёжным паровозам. Адамс создал этот тип в качестве быстрого средства «заткнуть дыру» в парке пригородных поездов, пока идёт разработка нового основного паровоза дороги, будущего 415 Class 2-2-1-танк.
Строительство паровозов для ускорения было поручено стороннему подрядчику — заводу Beyer, Peacock and Company в Манчестере. В 1883—1886 годах, прослужив всего 4 года, все паровозы подверглись переделке — добавлена одна поддерживающая ось для «радиального» бака для воды по примеру оказавшегося очень успешным 415 Class.
В результате этой переделки возросла степень унификации в деталях между паровозами этих типов, а явными различиями между ними остались только большие боковые водяные танки на 46 class и расположение предохранительных клапанов на котле. С технической точки зрения, однако, переделанный паровоз получился длиннее и тяжелее за счёт большего запаса воды и топлива и, соответственно, большего запаса хода.
46 class вместе с 415 class в итоге оказался на сельских ветках, после того как на пригородных маршрутах стали работать более современные паровозы T1 class и M7 class и электрички. 

### Окраска и нумерация
Первоначально 46 class был окрашен в жёлто-коричневую ливрею пассажирских паровозов LSWR, но вскоре перекрашен в новую шалфеево-зелёную с чёрными каёмками и чёрными и белыми полосками. Номер и буквы LSWR наносились золотистой краской.
Согласно правилам LSWR, обозначением класса стал номер первого паровоза в серии, которому случилось быть 46. Остальные паровозы получили номера 123, 124, 130, 132, 133 и 374—379.
С 1903 по 1905 год паровозы переведены в дубликаты добавлением нуля перед номером.
№ 0376 (376) в 1914 году списан и продан в Южный Уэльс Brecon and Merthyr Railway, где получил номер 44. При укрупнении он перешёл к Great Western Railway, где должен был получить номер 1391, но был списан.
Списание этой модели прервалось в связи с началом Первой мировой войны, но после неё они оказались лишними, и уже в ноябре 1921 года 4 паровоза было списано. По другим данным, Southern Railway в начале 1923 года унаследовала от LSWR не 7, а 9 паровозов, из которых два были в том же году списаны, а ещё пять списаны в 1924—1925 годах. Последние два паровоза под номерами 0375 и 0377 дорабатывали на конечной ветке на полуострове Пурбек (станция Суонаж), ныне исторической железной дороге до октября 1925 года.
Столь ранее списание привело к тому, что ни один паровоз не был сохранён.
| Год  | На начало года | Списано | Номера                 | Примечания  |
| ---- | -------------- | ------- | ---------------------- | ----------- |
| 1914 | 12             | 1       | 0376                   | Продан B&MR |
| 1921 | 11             | 4       | 0123, 0124, 0133, 0379 |             |
| 1923 | 7              | 1       | 0378                   |             |
| 1924 | 6              | 4       | 046, 0130, 0132, 0374  |             |
| 1925 | 2              | 2       | 0375, 0377             |             |